# قصي هاشم
قصي هاشم صالح (مواليد 1 يوليو 1976) هو لاعب كرة قدم عراقي سابق كان يشغل مركز المهاجم. لعب مع منتخب العراق بين عامي 2002 و2004، وشارك في 16 مباراة وسجّل 3 أهداف.

## مسيرته الرياضية
بدأ قصي مسيرته الكروية مع نادي النفط العراقي، وتدرج عبر فئاته السنية حتى الفريق الأول. لعب أيضًا لأندية الشرطة، الطلبة، الكرخ، أربيل، والقوة الجوية. كما احترف في اليمن، الأردن، ولبنان.
وبعد اعتزاله اللعب، اتجه إلى التدريب والتحليل الفني. قاد فريق الصناعات الكهربائية كمدرب، وأكد في مقابلة أن المدرب المحلي هو الأعرف بقدرات اللاعب العراقي.
كذلك، عمل كمحلل فني، حيث أشار إلى تصاعد مستوى لاعبي المنتخب الأولمبي في التصفيات الآسيوية.

## إحصائيات

### أهداف دولية
| رقم | التاريخ        | الملعب                           | الخصم   | الهدف المسجَّل | النتيجة النهائية | مباراة               |
| --- | -------------- | -------------------------------- | ------- | ------------ | ---------------- | -------------------- |
| 1.  | 19 يوليو 2002  | ملعب الشعب الدولي، بغداد         | سوريا   | 2–0          | 2–0              | ودية                 |
| 2.  | 26 أغسطس 2003  | ملعب الملك عبد الله الثاني، عمان | الأردن  | 1–2          | 1–2              | ودية                 |
| 3.  | 20 أكتوبر 2003 | ملعب البحرين الوطني، المنامة     | ماليزيا | 1–0          | 5–1              | تصفيات كأس آسيا 2004 |